# Магомедов, Дибиргаджи Гасанович
Дибиргаджи Гасанович Магомедов (род. 23 марта 1968, с. Годобери, Ботлихский район, Дагестанская АССР, РСФСР, СССР) — полковник МВД Российской Федерации, организатор самообороны родного села во время вторжения боевиков в Дагестан, Герой Российской Федерации (2000).

## Биография
Дибиргаджи Магомедов родился 23 марта 1968 года в селе Годобери (ныне — Ботлихский район Дагестана). По национальности — годоберинец. Окончил среднюю школу. В 1986—1988 годах служил в Советской Армии. Демобилизовавшись, проживал и работал на родине. В марте 1994 года Магомедов пошёл на службу в органы Министерства внутренних дел Российской Федерации, был рядовым милиционером, старшиной роты, батальона, командиром специальной огневой группы Ботлихского РОВД.
Активно участвовал в боях с чеченскими бандформированиями, вторгшимися на территорию Дагестана в начале Второй чеченской войны. 2 августа 1999 года группа Магомедова успешно разгромила колонну боевиков, уничтожив 13 боевиков и несколько единиц бронетехники, а 4 августа уничтожила 2 грузовых автомобиля и 19 боевиков. 7 августа 1999 года, когда крупный отряд сепаратистов атаковал село Годобери, Магомедов организовал его оборону силами милиционеров и местного ополчения, заставив противника отступить. 12 августа 1999 года у ущелья Хвадирала группа Магомедова разгромила бандформирование, уничтожив 39 сепаратистов, а на следующий день — лагерь боевиков. В тех боях Магомедов был два раза ранен, но остался в строю. 14 августа Магомедов вновь организовал оборону села Годобери против превосходящих сил противника, заставив того отказаться от намерения захватить село и отступить. Боевики объявили награду за захват Магомедова в размере 25 тысяч долларов.
Указом Президента Российской Федерации от 29 мая 2000 года за «мужество и героизм, проявленные при ликвидации бандформирований в Северо-Кавказском регионе» прапорщик милиции Дибиргаджи Магомедов был удостоен высокого звания Героя Российской Федерации с вручением медали «Золотая Звезда».
В настоящее время проживает в Москве, продолжает службу в органах МВД РФ. Окончил Академию МВД.

## Награды
- Медаль «Золотая Звезда» (Россия) (2000),
- Орден «За заслуги перед Республикой Дагестан» (2024),
- Медаль «За отвагу» (09.10.1999),
- Медаль «За отличие в охране общественного порядка»,
- Медаль  Юбилейная медаль «60 лет Победы в Великой Отечественной войне 1941—1945 гг.»,
- Медаль  Юбилейная медаль «65 лет Победы в Великой Отечественной войне 1941—1945 гг.».